# Polyxenidae

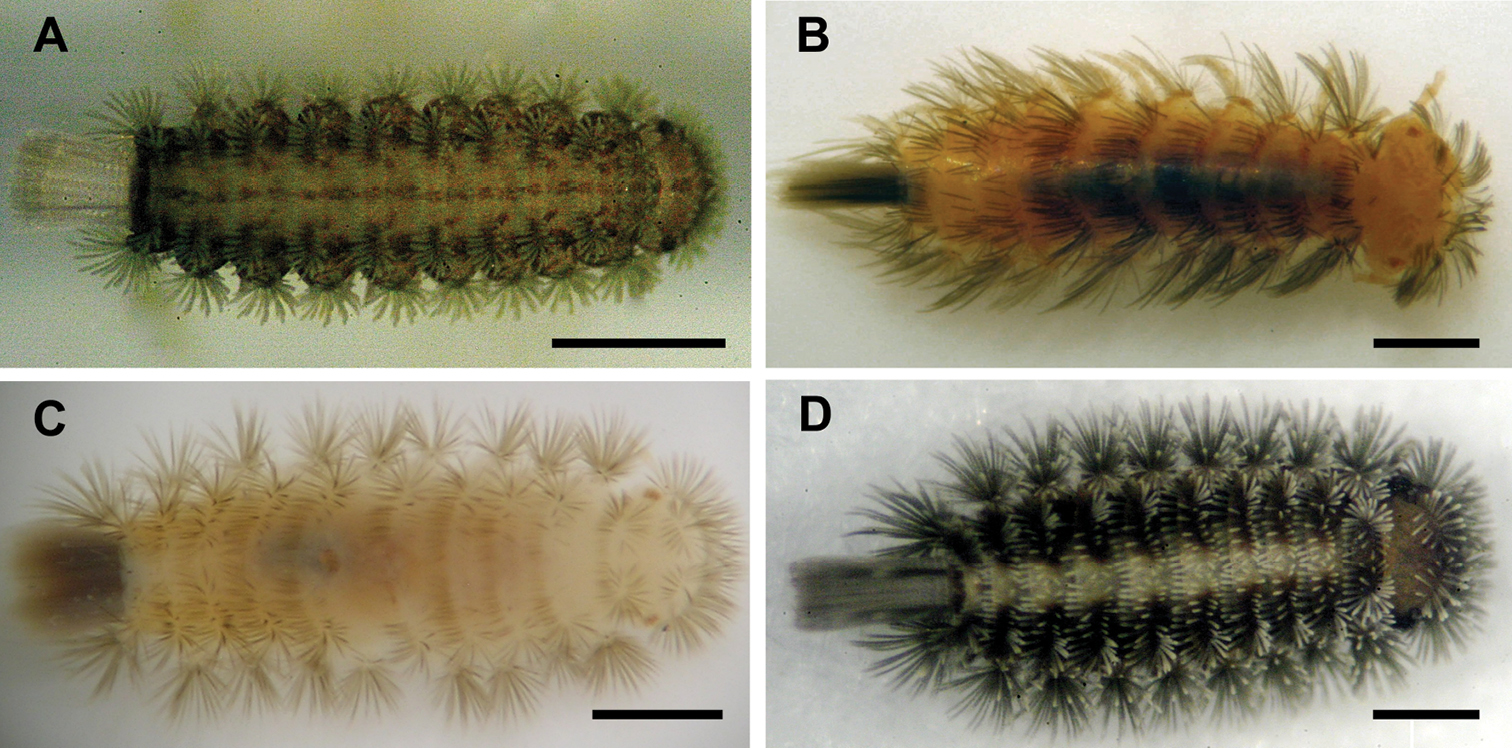
Виды Unixenus из Австралии. Шкала = 0,5 мм.

Polyxenidae (лат.) — семейство двупарноногих многоножек (Diplopoda) из отряда Polyxenida.

## Описание
Мелкие многоножки с длиной тела 1,2 — 4,2 мм и пучками щетинок. Имеют 10 тергитов плюс тельсон и 13 пар ног. В основном с глазами и пигментированные, от двух от двух до шести пар коксальных пор на 6-11 парах ног у самцов. Гнатохилариум с наружными пальпами, подушки ног наружные. Известны партеногенетические популяции (Polyxenus). Бразильские экземпляры Macroxenodes были найдены в гнезде специализированного на них хищного муравья Thaumatomyrmex mutilatus (Thaumatomyrmex).

## Систематика
Около 20 родов и более 50 видов.
- Allographis Silvestri 1948
- Anopsxenus Condé & Jacquemin 1963
- Chilexenus Silvestri 1948
- Eudigraphis Silvestri 1948
- Macroxenodes Silvestri 1948
- Macroxenus Brölemann 1917
- Mauritixenus Verhoeff 1939
- Mesoxenontus Silvestri 1948
- Miopsxenus Condé 1951
- Monographis Attems 1907
- Monoxenus Jones 1937
- Pauropsxenus Silvestri 1948 (в том числе Бирманский янтарь)
- Pollyxenus Latreille 1802/1803
- Polyxenus Latzel 1884
  - Обыкновенный кистехвост (Polyxenus lagurus)
- Propolyxenus Silvestri 1948
- Saroxenus Cook 1896
- Silvestrus Jones 1937
- Typhloxenus Condé 1955
- Unixenus Jones 1944
- †Electroxenus Nguyen Duy-Jacquemin and Azar 2004 (Ливанский янтарь)[4]
- †Libanoxenus Nguyen Duy-Jacquemin and Azar 2004 (Ливанский янтарь)